# Stephen Ferrando
Stephen Ferrando SDB (* 28. September 1895 in Rossiglione, Italien; † 21. Juni 1978, Italien) war ein italienischer Ordenspriester, Missionar und römisch-katholischer Bischof von Shillong.

## Leben
Ferrando wurde am 18. März 1923 am Salesianischen Institut von Borgo San Martino, Alessandria, zum Priester geweiht. Wenige Monate später, am 2. Dezember 1923, ging er gemeinsam mit neun weiteren Mitbrüdern in die Mission nach Britisch-Indien. Am 23. Dezember 1923 erreicht er Shillong, die Hauptstadt der Provinz Assam und Sitz der Apostolischen Präfektur Assam. Dort war er unter anderem als Novizenmeister und Katechist tätig. 1929 wurde er Direktor der Niederlassung Our Lady’s House in Shillong.
In dieser Zeit vertraute der Heilige Stuhl den Salesianern das Erzbistum Madras, das Bistum Krishnagar und die Apostolische Präfektur Assam an. Am 9. Juli 1934 wurde Ferrando in Nadiab, der Inselstadt in der Provinz Bengalen zum Bischof von Krishnanagar geweiht und nahm noch am selben Tag das Bistum in Besitz. Er wählte Apostolus Christi als Bischofsspruch. Nachdem die Präfektur von Assam zum Bistum Shillong erhoben worden war, übernahm Ferrando diese am 26. November 1935 als zweiter Bischof. Er blieb in dieser Position bis zu seiner Emeritierung am 26. Juni 1968. Ferrando wurde zum Titularbischof von Troyna ernannt und zog sich nach Italien zurück.

## Seligsprechungsprozess
Für Ferrando wurde ein Seligsprechungsprozess eröffnet. Nach dem diözesanen Beginn wurde seit dem 28. November 2006 die Positio super vita et virtutibus angefertigt. Nach der Übergabe der Akten an die Kongregation für die Selig- und Heiligsprechungsprozesse erkannte ihm Papst Franziskus am 3. März 2016 den heroischen Tugendgrad zu.